# Chiesa della Cattedra di San Pietro in Antiochia
La chiesa della Cattedra di San Pietro in Antiochia è la parrocchiale di Calvagese della Riviera, in provincia e diocesi di Brescia; fa parte della zona pastorale della Morenica del Garda.

## Storia
Le prime attestazioni di una chiesa a Calvagese, che era di dimensioni minori, risalgono al XII secolo.
Nel Quattrocento l'edificio venne interessato da un ampliamento e nel medesimo secolo fu abbellito con affreschi.
Nel corso del XVIII secolo la parrocchiale fu al centro di numerosi interventi di rifacimento e rimaneggiamento, in occasione dei quali si provvide per esempio alla ricostruzione delle navate laterali, alla modifica dell'abside e all'innalzamento, nel 1730, della nuova facciata disegnata da Gaspare Turbini.
La chiesa venne restaurata verso la metà del XX secolo; in epoca postconciliare la parrocchiale venne adeguata alle nuove norme mediante l'aggiunta dell'altare rivolto verso l'assemblea.

## Descrizione

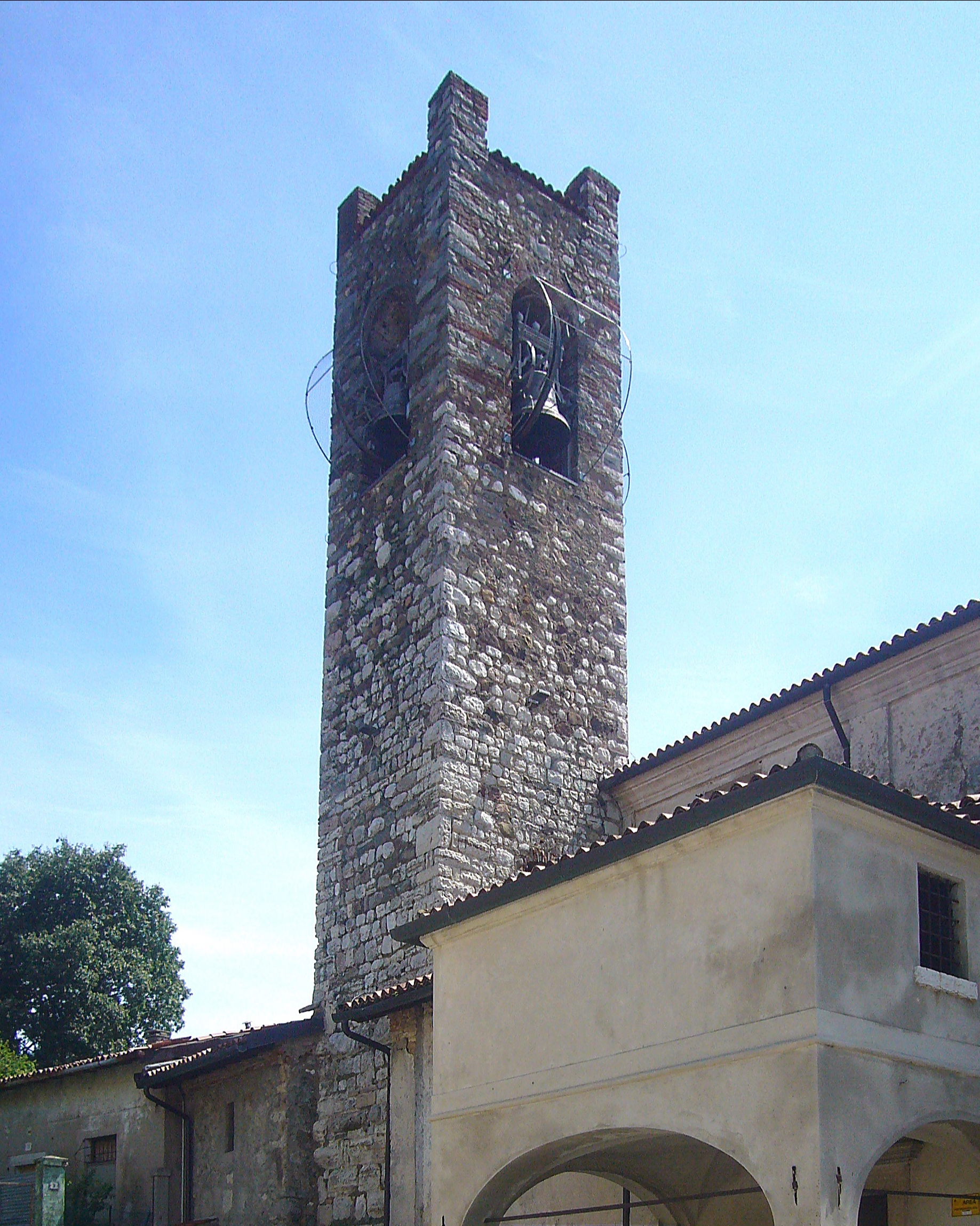
Il campanile

### Esterno
La facciata a salienti della chiesa, rivolta a nordovest, è suddivisa da una cornice marcapiano in due registri, entrambi abbelliti da specchiature; quello inferiore, più largo, presenta centralmente il portale d'ingresso, sormontato dal timpanetto semicircolare spezzato, mentre quello superiore è caratterizzato da una finestra murata e coronato dal frontone di forma triangolare.
Annesso alla parrocchiale è il campanile in pietra a base quadrata, la cui cella, che presenta su ogni lato una monofora, è coronata da quattro merli e coperta dal tetto a quattro falde.

### Interno
L'interno dell'edificio è suddiviso in tre navate da pilastri sorreggenti degli archi, sopra i quali corre la cornice modanata e aggettante su cui si imposta la volta a botte; al termine dell'aula si sviluppa il presbiterio, rialzato di alcuni gradini, ospitante l'altare maggiore e chiuso dall'abside di forma poligonale.
Qui sono conservate diverse opere di pregio, tra le quali gli affreschi raffiguranti la Madonna in trono con Bambino e tre santi, del 1472, Santo Stefano e il Battesimo di Gesù, risalente al XVI secolo, i dipinti ritraenti San Giovanni Battista, San Giuseppe, il Martirio di San Pietro e la Consegna delle chiavi, firmati da Vittorio Trainini, la pala con San Pietro in cattedra, di scuola veneta, la tela che rappresenta la Madonna con Bambino, di scuola romaniniana, i quadretti dei Misteri del Rosario, eseguiti nel 1743, e la pala con soggetto la Deposizione, realizzata da Zenone Veronese.